# Política ambiental do governo Lula (2023–presente)

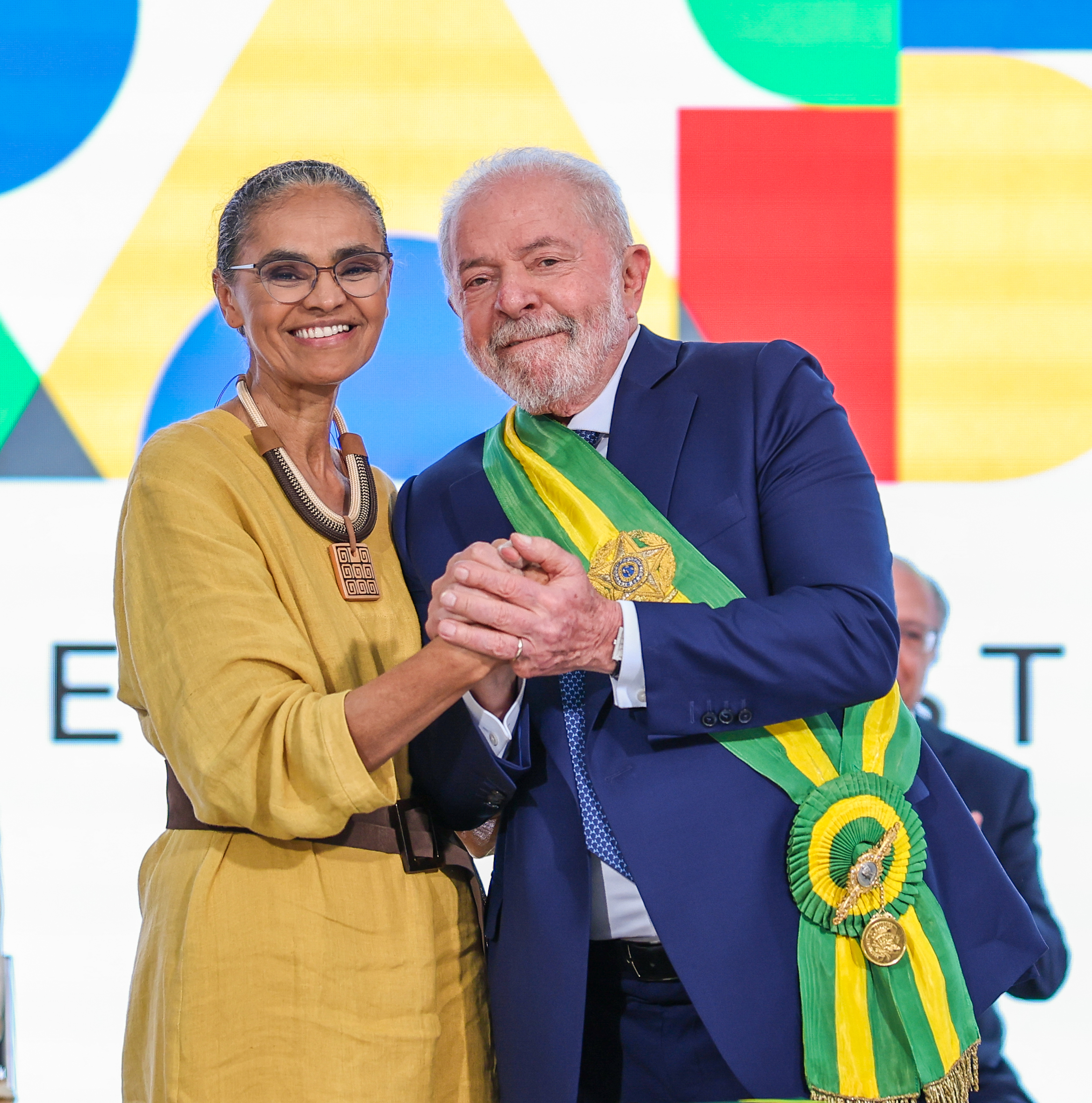
Lula e Marina Silva em 2023

A política ambiental do governo Lula (2023–presente) é um tema de muitas expectativas, dado as controvérsias e críticas que marcaram a política ambiental durante o governo de Jair Bolsonaro, como também as promessas feitas pelo novo governo de reverter muitas das políticas anteriormente adotadas.
A ambientalista e política Marina Silva foi nomeada ministra do Meio Ambiente e Mudança do Clima (MMA).

## Contexto

### Política ambiental do governo Jair Bolsonaro
Em 2019, o primeiro ano de governo de Jair Bolsonaro, foi marcado por diversos desastres ambientais como o rompimento de barragem em Brumadinho, os incêndios florestais em larga escala na Amazônia e o derramamento de óleo na costa litorânea das regiões Nordeste e Sudeste.
Ao mesmo tempo, houve uma guinada no discurso e nas políticas do governo brasileiro em relação ao meio ambiente. Segundo a BBC, o Brasil deixou de ser considerado "uma das lideranças no combate ao aquecimento global para, aos poucos, ser visto como nação que ameaça os esforços globais de preservação do ecossistema.
O presidente chegou a cogitar a possibilidade de extinguir o Ministério do Meio Ambiente, ideia que ganhou força em novembro durante o governo de transição, mas recuou na decisão. No entanto, houve um enfraquecimento da pasta ambiental, que perdeu a Agência Nacional de Águas, com a transferência para o Ministério do Desenvolvimento Regional, e o Serviço Florestal Brasileiro, que foi transferido para o Ministério da Agricultura. Esta e outras ações do governo, como as extinções de secretarias e exonerações de especialistas, demonstraram um desmonte da política ambiental.
O governo Bolsonaro também fez reiteradas críticas ao Acordo de Paris e vários membros de seu governo refutam as mudanças climáticas, apesar do consenso científico. O chanceler Ernesto Araújo diz que se trata de um "dogma marxista", enquanto o ministro do Meio Ambiente, Ricardo Salles, afirma que o tema não é prioritário.

## Participação na COP27
Antes da posse presidencial, Lula da Silva participou  da Conferência das Nações Unidas sobre as Mudanças Climáticas de 2022 (COP27), realizada no Cairo, em novembro de 2022, onde prometeu reorientar a política ambiental para o combate do aquecimento global, como também sinalizou uma reaproximação do Brasil com as instituições internacionais do meio ambiente, convidando a comunidade internacional à realizar a próxima Conferência das Nações Unidas sobre as Mudanças Climáticas de 2025, COP30, no país. Enfatizou em seu discurso a centralidade da Amazônia nas metas de segurança climática, prometendo se esforçar para zerar o desmatamento até 2030. Além disso, fez um chamado às nações ricas para que cumpram a promessa de oferecer 100 bilhões de dólares para que os países pobres reduzam a emissão de gases do efeito estufa e se adaptem às mudanças climáticas.

### Parceria com a RDC e Indonésia
Durante o mesmo evento, foi anunciada uma aliança trilateral entre o Brasil, a Indonésia e a República Democrática do Congo, países que possuem a maior extensão de florestas tropicais, a fim de fortalecer a conservação desses territórios. A cooperação pretende trabalhar na negociação de um novo mecanismo de financiamento para a sustentabilidade, que revigore a transferência de fundos para países em desenvolvimento com o objetivo de preservar os ambientes naturais. A aliança foi apelidada por alguns de "OPEP das florestas".

## Desenvolvimentos iniciais
Nos primeiros dias de governo uma série de decretos pautou as mudanças na política ambiental do país, determinando reconfigurações das competências das instituições ambientais governamentais, a recomposição dos quadros dessas entidades, como também a criação e reestruturação mais profunda de algumas, como, por exemplo, o restabelecimento do Fundo Amazônia e a revitalização do Conselho Nacional do Meio Ambiente (CONAMA). Outras medidas revogam decisões do governo anterior, como a flexibilização das leis contra o garimpo.
Foi também determinada a restauração do Plano de Ação para Prevenção e Controle do Desmatamento na Amazônia Legal, com a criação de planos regionais de atuação e a criação de uma comissão interministerial na área.

### Ministra do Meio Ambiente e Mudança do Clima
A bióloga Izabella Teixeira foi inicialmente cotada para assumir novamente o Ministério do Meio Ambiente, após cumprir o papel de ministra, entre 2010 e 2016. Havia anunciado que o governo eleito pretendia revogar uma série de medidas adotadas pelo governo de Jair Bolsonaro, que são consideradas como retrocessos e causas das dificuldades da gestão ambiental atual. Além disso, ela afirmou a intenção de reinvestir na infraestrutura e nos quadros dos órgãos de fiscalização, a fim de intensificar o combate aos crimes ambientais.
Não obstante, prevaleceu a preferência pela também ex-ministra Marina Silva, que foi confirmada para o cargo, ainda em dezembro de 2022. A escolha teve uma repercussão nacional e internacional bastante positiva.

### Estrutura do MMA

#### Reconfiguração de competências
Algumas decisões importantes de reconfiguração da estrutura do Ministério do Meio Ambiente e Mudança do Clima foram estabelecidas no decreto assinado imediatamente após a posse de Lula da Silva. Entre elas, foi determinado o retorno da Agência Nacional de Águas e Saneamento Básico, responsável pela política de recursos hídricos do país, para a pasta do Ministério, após ter sido transferida em 2019 para o Ministério do Desenvolvimento Regional, por uma medida provisória assinada pelo então presidente e pelo ministro da casa civil. A transferência havia sido criticada na época em razão do percebido esvaziamento da pasta ambiental, enquanto que a política hídrica ficava subordinada a uma entidade de política predominantemente econômica.
Durante a tramitação da Medida Provisória que reorganiza a estrutura e as competências entre os ministérios do novo governo, houve um impasse com as mudanças promovidas na proposta pelo relator da mesma, deputado Isnaldo Bulhões Jr. (MDB), particularmente a remoção de funções e estruturas da alçada do Ministério do Meio Ambiente e Mudança do Clima e do Ministério dos Povos Indígenas, que mostraram grande resistência à proposta; uma alteração descrita como esvaziamento e enfraquecimento dos dois ministérios por alguns comentaristas. A MP 1.154 foi posteriormente aprovada, no dia 24 de maio, em um sessão da comissão mista, por 15 votos a 3. Em protesto, 790 entidades - universidades, movimentos sociais, ONG's e afins - assinaram um manifesto demandando a correção de aspectos da medida provisória que implicam um percebido enfraquecimento da política ambiental, caracterizando as mudanças como um "esquartejamento".

#### Novas secretarias
A ministra Marina Silva também declarou, em discurso, que o Ministério contará com cinco secretarias, incluindo uma que será criada do zero, denominada "Secretaria Extraordinária de Combate ao Desmatamento e do Ordenamento Florestal". Ficou determinado, por outro lado, que o desenvolvimento de algumas competências será adiado para março, em razão de uma determinação do governo que limita a criação de cargos num primeiro momento. As secretarias já existiam, apesar de que uma havia sido extinta no Governo Bolsonaro. Ainda assim, foram modificadas suas estruturas e competências. O temas anunciados para as secretarias são: combate ao desmatamento; bioeconomia e recursos genéticos; biodiversidade e defesa dos direitos animais; desenvolvimento sustentável; e populações tradicionais.

#### Exoneração de quadros bolsonaristas
Entre as primeiras decisões no governo Lula na área ambiental figurou também a exoneração abrangente de quadros do Ministério e órgãos ambientais colocados pelo governo anterior. Quase todos os superintendentes estaduais do Ibama foram exonerados, como também inúmeros quadros de primeiro escalão do ministério e outros órgãos. Diversas funções de entidades ambientais do Estado eram ocupadas por militares e policiais, como também empresários e pecuaristas aliados da política bolsonarista. A atuação desses nomeados acumulou variadas controvérsias durante a gestão, contabilizando ao todo 64 casos de assédio moral e perseguição denunciados pela Associação Nacional dos Servidores Ambientais numa ação coletiva.

#### Restauração do CONAMA
Em determinação publicada no Diário Oficial da União, em 2 de janeiro de 2023, foi determinado um prazo de elaboração de uma proposta de reestruturação do Conselho Nacional do Meio Ambiente (CONAMA), por parte do Ministério.

### Orçamento do MMA
O projeto de lei orçamentária encaminhado ao Congresso Nacional prevê uma expansão de 18,6 por cento do orçamento do Ministério em relação à proposta original, diferença significa uma quantia de 550 milhões de reais, somando um total de 3,5 bilhões para o Ministério e autarquias, se aprovado. Historicamente, o orçamento retoma o valor dedicado no período anterior ao Governo Bolsonaro.

### Transversalidade da agenda ambiental na estruturação do governo

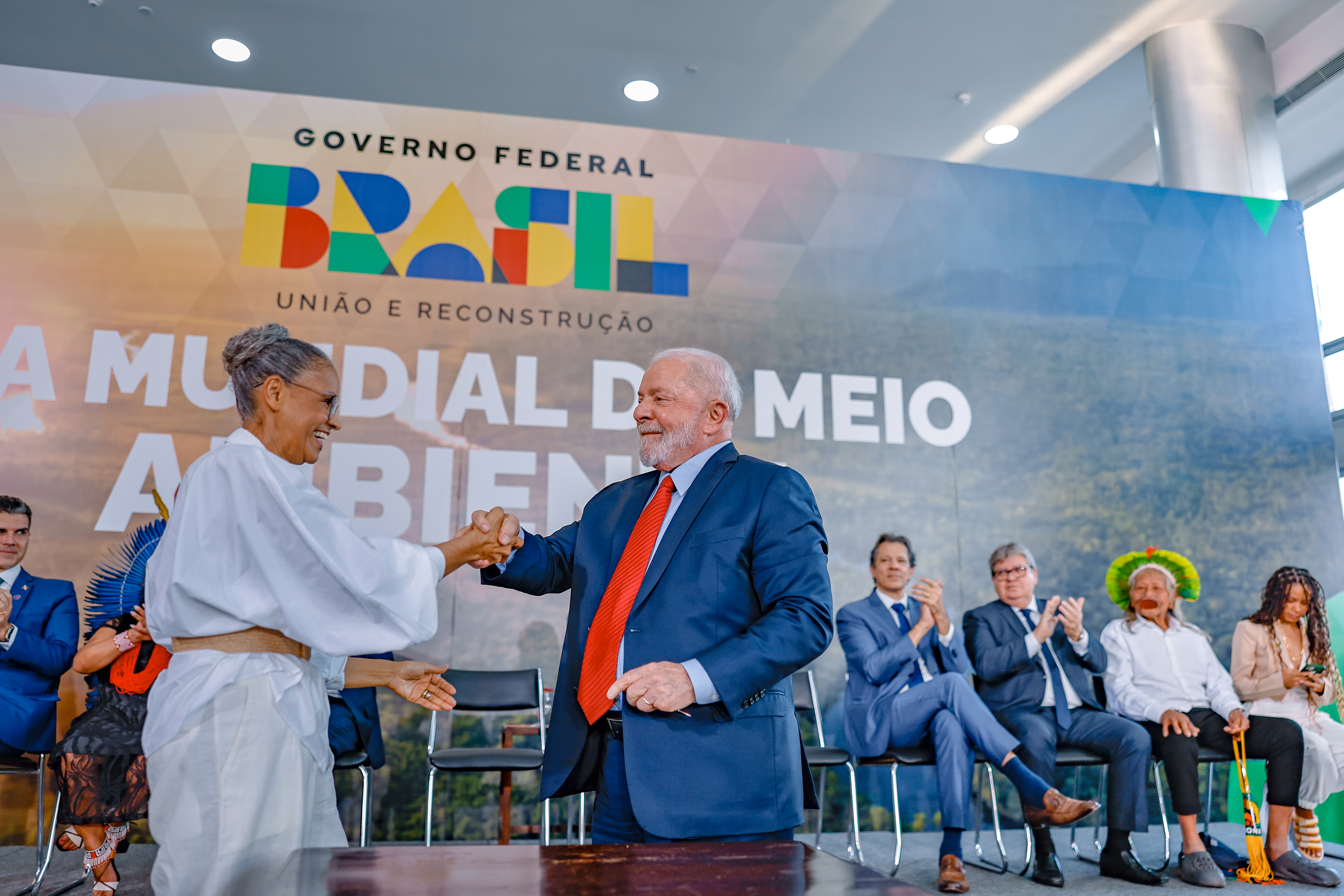
Lula e Marina Silva em cerimônia no Palácio do Planalto por ocasião do Dia Mundial do Meio Ambiente, em 5 de junho de 2023.

Em setembro de 2022, durante a campanha eleitoral, Lula afirmou que “a política ambiental será tratada de forma transversal. Ou seja, todos os ministros terão obrigação com a questão climática”. Nesse sentido, na estruturação do novo governo, diversos ministérios, além do MMA, passaram a contar com estruturas internas voltadas à agenda ambiental e à pauta climática, como secretarias, subsecretarias, departamentos e diretorias. No dia 5 de junho de 2023, durante um evento promovido pelo governo em celebração ao Dia Mundial do Ambiente, a ministra Marina Silva elogiou as mudanças, declarando que “a gente pode constatar que 19 ministérios já criaram estruturas internas para lidar com questões do clima, da bioeconomia e do enfrentamento ao desmatamento”.
Entre as principais novas estruturas, destacam-se: sob o Ministério do Desenvolvimento, Indústria, Comércio e Serviços, foi criada a "Secretaria de Economia Verde, Descarbonização e Bioindústria"; no Ministério de Minas e Energia, a Secretaria de Planejamento incluiu “Transição Energética” no nome; o Ministério do Turismo passou a contar com a "Secretaria de Sustentabilidade, Desenvolvimento Territorial e Infraestrutura"; no âmbito da Advocacia-Geral da União, foi instituída a "Procuradoria Nacional de Defesa do Clima e do Meio Ambiente"; e no Ministério das Relações Exteriores, foi estabelecida a "Secretaria de Clima, Energia e Meio Ambiente". No recém-criado Ministério dos Povos Indígenas, foram desenvolvidas a Secretaria de Direitos Ambientais e Territoriais Indígenas e a Secretaria de Gestão Ambiental e Territorial Indígena.

#### Procuradoria Nacional de Defesa do Clima e do Meio Ambiente
No dia 24 de janeiro de 2023, foi criada a Procuradoria Nacional de Defesa do Clima e do Meio Ambiente, unidade ligada diretamente ao gabinete do Advogado-Geral da União, tendo como atribuições promover a articulação institucional para assegurar a segurança jurídica das políticas públicas de desenvolvimento sustentável; assessorar o Advogado-Geral da União e os demais dirigentes da AGU em assuntos climáticos e ambientais; acompanhar demandas judiciais, extrajudiciais e consultivas relacionadas a meio ambiente e clima; e propor a uniformização de entendimentos jurídicos para prevenir e solucionar controvérsias relacionadas ao tema.
Segundo a primeira chefe da unidade, a Procuradora Federal Mariana Barbosa Cirne, a ideia da nova procuradoria seria realizar a articulação dos órgãos "executores da política pública", como Ibama, ICMBio, FUNAI e ANA, com as pastas ministeriais "que vão desenhar essa política." Como um exemplo de atuação da nova Procuradoria, Cirne mencionou a revisão de mais de 200 marcos normativos que contribuíram para a deterioração da pauta ambiental no governo anterior. Segundo a titular, "a proposta da procuradoria é conseguir fazer com que essa articulação culmine com a mudança desses marcos normativos para dar uma maior segurança para proteção do meio ambiente".

#### Embaixador Extraordinário para a Mudança do Clima
Em 2023, o Ministério das Relações Exteriores recriou o cargo de Embaixador Extraordinário para a Mudança do Clima, a fim de complementar a representação de alto nível do Brasil em eventos internacionais, bem como contribuir para a divulgação do engajamento brasileiro no combate à mudança do clima. O cargo havia sido ocupado entre 2007 e 2010 pelo diplomata Sergio Barbosa Serra, que na época atuou em prol do mecanismo REDD+, de redução de emissões por desmatamento e degradação florestas, e defendeu que o Brasil mantivesse sua matriz energética limpa mesmo com a exploração de petróleo da camada pré-sal, que ganhava expressão na ocasião.
No dia 17 de fevereiro de 2023, o MRE anunciou a indicação do diplomata e ex-chanceler Luiz Alberto Figueiredo Machado para o cargo. Figueiredo foi incumbido de coordenar as negociações do Brasil para sediar a COP 30 na Convenção-Quadro das Nações Unidas sobre Mudança do Clima, a ser realizada em 2025.

## Exploração de petróleo na foz do Amazonas
A exploração de petróleo na foz do Amazonas é uma de proposta de exploração econômica desse recurso energético fóssil na região da foz do rio Amazonas, localizada nos litorais dos estados brasileiros do Amapá e do Pará. A Petrobras solicitou autorização para explorar a reserva petrolífera nessa região por várias vezes desde 2014. Um debate de amplitude nacional e internacional em torno do tema se instalou em maio de 2023 durante o governo Lula a partir da decisão do Instituto Brasileiro do Meio Ambiente e dos Recursos Naturais Renováveis (IBAMA) de negar, novamente, a solicitação da Petrobras. A negativa de 2023 foi baseada num parecer técnico interno que sublinhou a necessidade de mais informações e providências acerca do plano de extração do petróleo. O presidente do instituto, Rodrigo Agostinho, afirmou existir inconsistências negligenciadas no projeto da Petrobras, que complicam sua viabilidade dado a alta vulnerabilidade socioambiental da região, como a ausência da avaliação ambiental da área sedimentar (AAAS) na solicitação. A Petrobras, em contrapartida, afirmou que investiu todos os recursos necessários da avaliação prévia da operação, atendendo aos critérios demandados, adicionando que a permissão de perfuração solicitada é uma prospecção das reservas existentes, apresentando, segundo a declaração, um risco reduzido de impacto ambiental.
O ministro de Minas e Energia, Alexandre Silveira, encorajou a Petrobras à insistir na solicitação de perfuração, buscando cumprir com as demandas do licenciamento. O senador Randolfe Rodrigues, líder do governo no Congresso Nacional, protestou contra a negativa do Ibama, desfiliando-se em menos de 24 horas de seu partido, Rede Sustentabilidade, afirmando acreditar na relevância do projeto para o estado do Amapá, e disse que buscaria articular com outras instâncias do governo a continuidade da prospecção. Organizações indígenas e socioambientais, entre outras, deram apoio à decisão do Ibama; enquanto institutos de pesquisa, como o Departamento de Engenharia de Minas e de Petróleo da Escola Politécnica da Universidade de São Paulo, corroboraram com a pertinência técnica da negativa.
Entre as dimensões do risco ambiental da exploração na foz do rio, a ausência de infraestrutura de contenção de derramamentos, que produziriam uma maré negra no Oceano Atlântico, figura como uma das principais causas de preocupação no âmbito nacional e nas regiões vizinhas. Entres essas está a Guiana Francesa, cujo litoral poderia ser afetado, em caso de acidente, em menos de 48 horas, gerando graves impactos às gigantescas reservas marinhas e costeiras do departamento francês, algumas das quais são também territórios indígenas. A região costeira da Amazônia brasileira representa o maior deságue de águas continentais no mar do mundo, entrelaçando-se com correntes marinhas de enorme amplitude.

## Unidades de Conservação
Após a suspensão da homologação de unidades de conservação no governo anterior, o governo Lula criou até 2024 seis novas unidades de conservação (Parque Nacional da Serra do Teixeira, Floresta Nacional de Parima, Reserva Extrativista de Filhos do Mangue, Reserva Extrativista Virandeua, Refúgio da Vida Silvestre do Sauim-de Coleira, Monumento Natural de São Desidério) e ampliadas as áreas de três (Reserva Extrativista Chocoaré-Mato Grosso, Estação Ecológica de Maracá e Parque Nacional do Viruá).

## Temas

### Fundo Amazônia
O ministro do Meio Ambiente da Noruega, Espen Barth Eide, havia anunciado, no fim de 2022, que seu país retomará a transferência de recursos financeiros para o Fundo Amazônia logo após a posse de Lula da Silva, em 2023, sendo historicamente o maior doador, chegando à repassar 1,2 bilhões de dólares, entre 2008 e 2018. O fundo contém três bilhões de reais congelados, após a suspensão dos repasses pela Noruega e pela Alemanha, em 2019, em razão da inação do então presidente Jair Bolsonaro diante da alta do desmatamento e dos incêndios florestais. A Alemanha também sinalizou a possibilidade de retomar o financiamento.
Entre a série de medidas assinadas por Lula da Silva, imediatamente após a posse, estava incluso um decreto que restabelece as instâncias de controle do Fundo Amazônia, que havia sido extinto pelo ex-ministro Ricardo de Aquino Salles, parte da razão da suspensão dos repasses pelos países doadores.
O governador do Pará, Helder Barbalho, havia dito que o Fundo deve receber mais 5,5 bilhões de reais no biênio 2023–2024, somando-se aos três bilhões congelados. O cálculo parte dos encontros que o governador teve na COP27 com representantes dos países doadores.

### COP30 em Belém
Belém, no Pará, foi formalmente candidatada pelo governo brasileiro para a eleição da cidade sede da Conferência das Nações Unidas sobre as Mudanças Climáticas (COP30) que será realizada, em 2025, cujo resultado vai ser anunciado no fim da COP28, em 2023. A proposta já havia sido declarada por Lula da Silva em sua participação, na COP27. Posteriormente, em 18 de maio de 2023, a ONU anunciou a decisão de realizar a 30ª edição da Conferência das Nações Unidas sobre as Mudanças Climáticas na cidade.